# Suchoj Su-12
Suchoj Su-12 byl prototyp sovětského průzkumného pozorovacího letounu pro průzkum a navádění dělostřelecké palby, který byl vyvíjen v období 2. světové války. Vývoj letounu se protáhl až do poválečného období. Jednalo se o dvoumotorový dolnoplošník, jehož motorové gondoly byly protažené a spojené vodorovnou ocasní plochou. Prostory pro posádku se nacházely v bohatě proskleném centrálním trupu.

## Vývoj
Konstrukční kancelář OKB Suchoj navrhla v listopadu 1943 na základě německého průzkumného letadla Focke-Wulf Fw 189 vlastní průzkumný letoun. Návrh letounu popisoval třímístný letoun, který měl být poháněn hvězdicovými motory Švecov M-62. Práce na letounu byly zastaveny a obnoveny byly až na naléhání Nikolaj Nikolajeviče Voronova. V obnoveném projektu se počet členů posádky zvýšil na čtyři členy. Byla zadána výroba dvou prototypů, které měly být osazeny motory AŠ-83. Vývoj těchto motorů byl, ale ukončen. Pozměněné zadání navrhovalo použití motorů Švecov AŠ-82M.
V březnu 1947 byla přezkoumána maketa letounu. K prvnímu letu došlo 26. srpna 1947. Po osmi zkušebních letech došlo k další výměně motorů. Tentokrát na méně výkonné AŠ-82FN, jelikož motory AŠ-82M nebyly spolehlivé. V této konfiguraci ale nesplňoval zadání na schopnosti dosáhnout rychlost 550 km/h.
V rámci státních zkoušek byl tento letoun testován také na Gorochoveckém dělostřeleckém polygonu za spoluúčasti řadových navigátorů před zástupci velení dělostřelectva. Letoun sice obdržel v závěrečné zprávě kladné hodnocení, ale nebyl schválen pro sériovou výrobu, kvůli nedostatkům odhaleným u státních zkoušek. 18. listopadu 1948 tak byl předán Suchoji k nápravě, která měla být hotova do dubna roku 1949. Letoun tak mimo jiné dostal nové vrtule, zvětšila se délka ocasních nosníků, došlo ke změnám podvozku, palivového systému, pilotní kabiny. V červenci 1949 byl předán k opravným státním zkouškám. Stroj prošel s kladným hodnocením, ale Ministerstvo leteckého průmyslu nedovolilo sériovou výrobu se zdůvodněním v podobě vytíženosti domácího leteckého průmyslu. N. N. Voronov, pak ještě navrhoval výrobu Su-12 v Československu, ale Ministerstvo leteckého průmyslu tento návrh zamítlo.
Vyroben byl nakonec jen jeden letoun, jehož poslední známá poloha byla v prostorách závodu č. 156.

## Specifikace

### Parametry
- Posádka: 4
- Délka: 11.92 m
- Rozpětí: 21,57 m
- Výška: 5,54 m
- Prázdná hmotnost: 6 970 kg
- Vzletová hmotnost: 9 610 kg
- Pohonné jednotky: 2 × Švecov AŠ-82FN, každý o výkonu 1380 kW

### Výkony
- Maximální rychlost: 531 km/h ve výšce 5 m600 mm
- Dolet: 1 140 km
- Vytrvalost: 4 hodiny ve výšce 1 000 m
- Dostup: 11000 m

### Výzbroj
- Hlavňová výzbroj: 4 × 20 mm Berezin B-20
  - 1 × mířící vpřed
  - 2 × ve hřbetní střelecké věži
  - 1 × v ocasním střelišti
- Nosnost pum: až 800 kg bomb